# Барт (општина)
За друга значења, погледајте Барт.
Барт (фр. Barthe) насеље је и општина у јужној Француској у региону Миди Пирене, у департману Горњи Пиринеји која припада префектури Тарб.
По подацима из 2011. године у општини је живело 19 становника, а густина насељености је износила 14,07 становника/km². Општина се простире на површини од 1,35 km². Налази се на средњој надморској висини од 340 метара (максималној 385 m, а минималној 286 m).

## Демографија
| 1962. | 1968. | 1975. | 1982. | 1990. | 1999. | 2011. |
| ----- | ----- | ----- | ----- | ----- | ----- | ----- |
| 27    | 28    | 25    | 28    | 23    | 22    | 19    |

График промене броја становника у току последњих година